# Carmersstraat
De Carmersstraat is een straat in het historisch centrum van Brugge.

## Beschrijving
Op de hoek van de Elisabeth Zorghestraat en de Raimond Blanckaertsstraat stichtten de paters carmelieten in 1265 een klooster, en de Blanckaertstraat werd voortaan Carmersstraat genoemd. Over wie Raimond Blanckaert was, is niets nader bekend.
Een eerste maal duikt de naam Carmersstrate op in een document van 1365. De Carmersbrug kreeg al vroeger die naam, namelijk in 1280-1290: Pons Carmers, Pons Carmelorum en Pons Carmelitarum.
Op het plan van Marcus Gerards (1562) is het klooster goed zichtbaar. In de Geuzentijd werd het grondig geplunderd en afgebroken maar tijdens de 17de eeuw herbouwd. Tijdens de Franse overheersing werd het afgeschaft en in 1797 werden klooster en kerk afgebroken. Later is op dezelfde plek het Sint-Leocollege gebouwd.
De Carmersstraat telt een behoorlijk aantal beschermde monumenten. Hoewel dit in de 19de eeuw een zeer volkse, om niet te zeggen ongure buurt was, stonden er toch heel wat belangrijke en architecturaal merkwaardige herenhuizen en burgerhuizen. Een aantal werd door de brouwerij Aigle Belgica ingepalmd, die ze wel in slechte toestand maar dan toch nog restaureerbaar achterliet. In het deel van de straat dat op de Kruisvest uitmondt, vindt men de belangrijkste monumenten: het Engels Klooster en de schuttersgilde van Sint-Sebastiaan. Van het klooster Maagdendal blijven alleen een paar relicten over.

## Literatuur

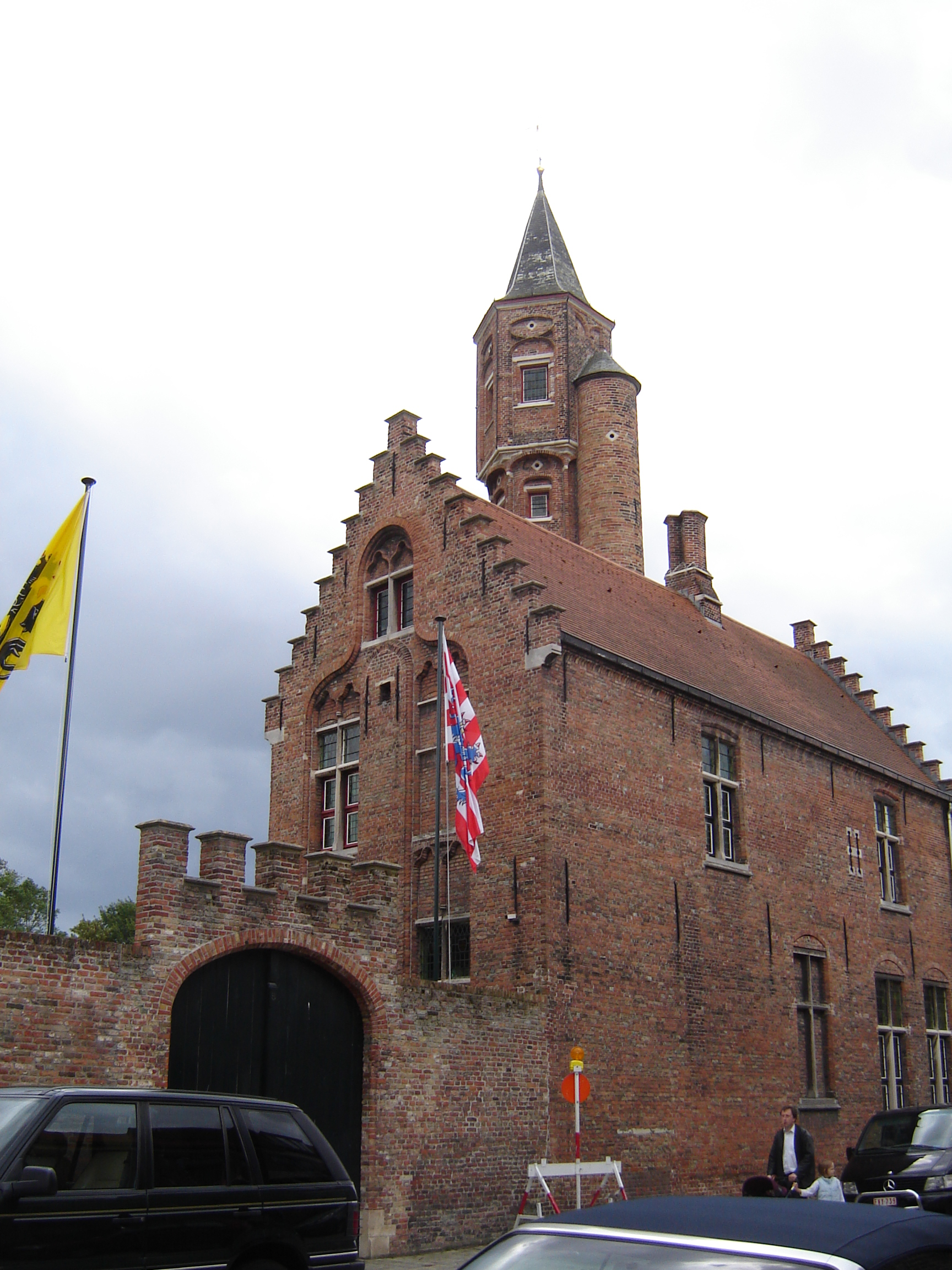
De schuttersgilde van Sint-Sebastiaan in de Carmerstraat
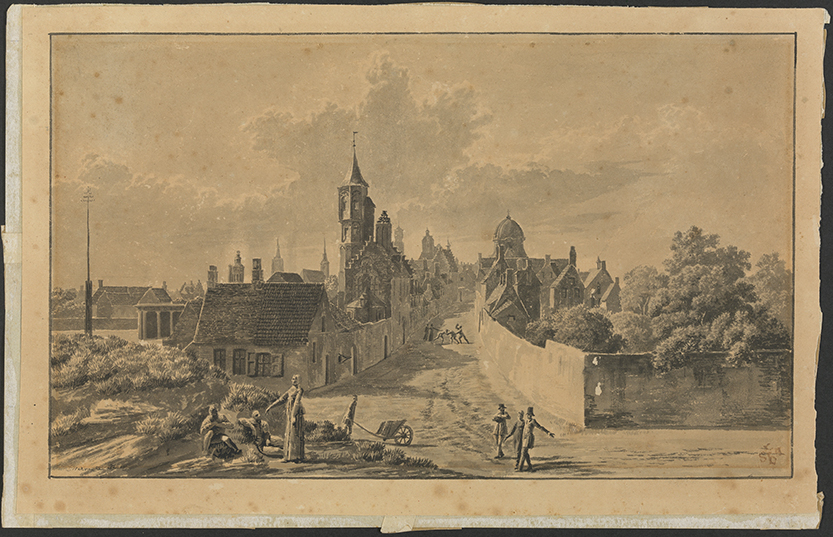
De Carmersstraat, tekening door Séraphin Vermote (1788-1837) (Groeningemuseum).

## Bewoners
- Guido Gezelle